# Thạnh Nhựt
Thạnh Nhựt là một xã thuộc huyện Gò Công Tây, tỉnh Tiền Giang, Việt Nam.

## Địa lý
Xã Thanh Nhựt có diện tích 17,92 km², dân số năm 1999 là 12.412 người, mật độ dân số đạt 693 người/km².